# EPrix van Monte Carlo 2023
De ePrix van Monte Carlo 2023 werd gehouden op 6 mei 2023 op het Circuit de Monaco. Dit was de negende race van het negende Formule E-seizoen.
De race werd gewonnen door Envision-coureur Nick Cassidy, die met zijn tweede opeenvolgende zege de leiding in het kampioenschap overnam van Porsche-coureur Pascal Wehrlein, die slechts een punt scoorde. Mitch Evans werd voor Jaguar tweede, terwijl Andretti-coureur Jake Dennis als derde eindigde.

## Kwalificatie

### Groepsfase
De top vier uit iedere groep kwalificeerde zich voor de knockoutfase.
Groep A
| Pos | No | Coureur           | Team             | Tijd      |
| --- | -- | ----------------- | ---------------- | --------- |
| 1   | 17 | Norman Nato       | Nissan           | 1:30.138  |
| 2   | 23 | Sacha Fenestraz   | Nissan           | 1:30.149  |
| 3   | 33 | Dan Ticktum       | NIO              | 1:30.156  |
| 4   | 9  | Mitch Evans       | Jaguar           | 1:30.285  |
| 5   | 36 | André Lotterer    | Andretti-Porsche | 1:30.332  |
| 6   | 94 | Pascal Wehrlein   | Porsche          | 1:30.481  |
| 7   | 58 | René Rast         | McLaren-Nissan   | 1:30.613  |
| 8   | 10 | Sam Bird          | Jaguar           | 1:30.645  |
| 9   | 4  | Robin Frijns      | Abt-Mahindra     | 1:30.937  |
| 10  | 1  | Stoffel Vandoorne | DS               | Geen tijd |
| 11  | 25 | Jean-Éric Vergne  | DS               | Geen tijd |

Groep B
| Pos | No | Coureur                | Team             | Tijd     |
| --- | -- | ---------------------- | ---------------- | -------- |
| 1   | 7  | Maximilian Günther     | Maserati         | 1:30.175 |
| 2   | 5  | Jake Hughes            | McLaren-Nissan   | 1:30.179 |
| 3   | 48 | Edoardo Mortara        | Maserati         | 1:30.241 |
| 4   | 3  | Sérgio Sette Câmara    | NIO              | 1:30.270 |
| 5   | 37 | Nick Cassidy           | Envision-Jaguar  | 1:30.427 |
| 6   | 27 | Jake Dennis            | Andretti-Porsche | 1:30.548 |
| 7   | 8  | Oliver Rowland         | Mahindra         | 1:30.555 |
| 8   | 16 | Sébastien Buemi        | Envision-Jaguar  | 1:30.570 |
| 9   | 51 | Nico Müller            | Abt-Mahindra     | 1:30.610 |
| 10  | 13 | António Félix da Costa | Porsche          | 1:30.675 |
| 11  | 11 | Lucas di Grassi        | Mahindra         | 1:30.821 |

### Knockoutfase
De combinatie letter/cijfer staat voor de groep waarin de betreffende coureur uitkwam en de positie die hij in deze groep behaalde.
|  | Kwartfinale         | Kwartfinale        |                 |           | Halve finale | Halve finale |  |  | Finale | Finale |
|  |                     |                    |                 |           |              |              |  |  |        |        |
|  |                     |                    |                 |           |              |              |  |  |        |        |
|  | A3-A2               |                    |                 |           |              |              |  |  |        |        |
|  |                     |                    |                 |           |              |              |  |  |        |        |
|  | Dan Ticktum         | 1:29.326           |                 |           |              |              |  |  |        |        |
|  | Dan Ticktum         | 1:29.326           | K1-K2           |           |              |              |  |  |        |        |
|  | Sacha Fenestraz     | 1:29.031           |                 |           |              |              |  |  |        |        |
|  | Sacha Fenestraz     | 1:29.031           | Sacha Fenestraz | 1:28.773  |              |              |  |  |        |        |
|  | A4-A1               |                    | Sacha Fenestraz | 1:28.773  |              |              |  |  |        |        |
|  |                     | Norman Nato        | 1:29.236        |           |              |              |  |  |        |        |
|  | Mitch Evans         | Norman Nato        | 1:29.236        | 1:29.350  |              |              |  |  |        |        |
|  | Mitch Evans         |                    | H1-H2           | 1:29.350  |              |              |  |  |        |        |
|  | Norman Nato         | 1:29.113           |                 |           |              |              |  |  |        |        |
|  | Norman Nato         | 1:29.113           | Sacha Fenestraz | Geen tijd |              |              |  |  |        |        |
|  | B3-B2               |                    | Sacha Fenestraz | Geen tijd |              |              |  |  |        |        |
|  |                     | Jake Hughes        | Geen tijd       |           |              |              |  |  |        |        |
|  | Edoardo Mortara     | Jake Hughes        | Geen tijd       | 1:29.484  |              |              |  |  |        |        |
|  | Edoardo Mortara     | K3-K4              |                 | 1:29.484  |              |              |  |  |        |        |
|  | Jake Hughes         | 1:29.082           |                 |           |              |              |  |  |        |        |
|  | Jake Hughes         | 1:29.082           | Jake Hughes     | 1:28.942  |              |              |  |  |        |        |
|  | B4-B1               |                    | Jake Hughes     | 1:28.942  |              |              |  |  |        |        |
|  |                     | Maximilian Günther | 1:29.450        |           |              |              |  |  |        |        |
|  | Sérgio Sette Câmara | Maximilian Günther | 1:29.450        | Geen tijd |              |              |  |  |        |        |
|  | Sérgio Sette Câmara |                    |                 | Geen tijd |              |              |  |  |        |        |
|  | Maximilian Günther  | 1:29.636           |                 |           |              |              |  |  |        |        |
|  | Maximilian Günther  | 1:29.636           |                 |           |              |              |  |  |        |        |

### Startopstelling
| Pos | No | Coureur                | Team             |
| --- | -- | ---------------------- | ---------------- |
| 1   | 5  | Jake Hughes            | McLaren-Nissan   |
| 2   | 23 | Sacha Fenestraz        | Nissan           |
| 3   | 17 | Norman Nato            | Nissan           |
| 4   | 7  | Maximilian Günther     | Maserati         |
| 5   | 33 | Dan Ticktum            | NIO              |
| 6   | 9  | Mitch Evans            | Jaguar           |
| 7   | 48 | Edoardo Mortara        | Maserati         |
| 8   | 3  | Sérgio Sette Câmara    | NIO              |
| 9   | 37 | Nick Cassidy           | Envision-Jaguar  |
| 10  | 36 | André Lotterer         | Andretti-Porsche |
| 11  | 27 | Jake Dennis            | Andretti-Porsche |
| 12  | 94 | Pascal Wehrlein        | Porsche          |
| 13  | 8  | Oliver Rowland         | Mahindra         |
| 14  | 58 | René Rast              | McLaren-Nissan   |
| 15  | 16 | Sébastien Buemi        | Envision-Jaguar  |
| 16  | 10 | Sam Bird               | Jaguar           |
| 17  | 51 | Nico Müller            | Abt-Mahindra     |
| 18  | 4  | Robin Frijns           | Abt-Mahindra     |
| 19  | 13 | António Félix da Costa | Porsche          |
| 20  | 11 | Lucas di Grassi        | Mahindra         |
| 21  | 1  | Stoffel Vandoorne      | DS               |
| 22  | 25 | Jean-Éric Vergne       | DS               |

## Race
| Pos | No | Coureur                | Team             | Rondes | Tijd/Oorzaak uitval | Grid | Punten |
| --- | -- | ---------------------- | ---------------- | ------ | ------------------- | ---- | ------ |
| 1   | 37 | Nick Cassidy           | Envision-Jaguar  | 29     | 50:23.842           | 9    | 25     |
| 2   | 9  | Mitch Evans            | Jaguar           | 29     | +0.390              | 6    | 18     |
| 3   | 27 | Jake Dennis            | Andretti-Porsche | 29     | +1.017              | 11   | 16     |
| 4   | 23 | Sacha Fenestraz        | Nissan           | 29     | +2.148              | 2    | 12     |
| 5   | 5  | Jake Hughes            | McLaren-Nissan   | 29     | +2.788              | 1    | 13     |
| 6   | 33 | Dan Ticktum            | NIO              | 29     | +3.368              | 5    | 8      |
| 7   | 25 | Jean-Éric Vergne       | DS               | 29     | +4.374              | 22   | 6      |
| 8   | 16 | Sébastien Buemi        | Envision-Jaguar  | 29     | +4.783              | 15   | 4      |
| 9   | 1  | Stoffel Vandoorne      | DS               | 29     | +5.394              | 21   | 2      |
| 10  | 94 | Pascal Wehrlein        | Porsche          | 29     | +6.705              | 12   | 1      |
| 11  | 48 | Edoardo Mortara        | Maserati         | 29     | +7.624              | 7    |        |
| 12  | 11 | Lucas di Grassi        | Mahindra         | 29     | +8.576              | 20   |        |
| 13  | 4  | Robin Frijns           | Abt-Mahindra     | 29     | +9.620              | 18   |        |
| 14  | 3  | Sérgio Sette Câmara    | NIO              | 29     | +10.684             | 8    |        |
| 15  | 13 | António Félix da Costa | Porsche          | 29     | +11.141             | 19   |        |
| 16  | 10 | Sam Bird               | Jaguar           | 29     | +11.469             | 16   |        |
| 17  | 58 | René Rast              | McLaren-Nissan   | 29     | +12.295             | 14   |        |
| 18  | 17 | Norman Nato            | Nissan           | 29     | +13.423             | 3    |        |
| DNF | 51 | Nico Müller            | Abt-Mahindra     | 27     | Ongeluk             | 17   |        |
| DNF | 7  | Maximilian Günther     | Maserati         | 21     | Ongeluk             | 4    |        |
| DNF | 8  | Oliver Rowland         | Mahindra         | 18     | Schade ongeluk      | 13   |        |
| DNF | 36 | André Lotterer         | Andretti-Porsche | 1      | Ongeluk             | 10   |        |

## Tussenstanden wereldkampioenschap

### Coureurs
| Positie | No. | Rijder                 | Team             | Punten |
| ------- | --- | ---------------------- | ---------------- | ------ |
| 01      | 37  | Nick Cassidy           | Envision-Jaguar  | 121    |
| 02      | 94  | Pascal Wehrlein        | Porsche          | 101    |
| 03      | 27  | Jake Dennis            | Andretti-Porsche | 96     |
| 04      | 9   | Mitch Evans            | Jaguar           | 94     |
| 05      | 25  | Jean-Éric Vergne       | DS               | 87     |
| 06      | 13  | António Félix da Costa | Porsche          | 68     |
| 07      | 10  | Sam Bird               | Jaguar           | 62     |
| 08      | 16  | Sébastien Buemi        | Envision-Jaguar  | 61     |
| 09      | 5   | Jake Hughes            | McLaren-Nissan   | 45     |
| 10      | 58  | René Rast              | McLaren-Nissan   | 40     |

### Constructeurs
| Positie | Team             | Punten |
| ------- | ---------------- | ------ |
| 01      | Envision-Jaguar  | 182    |
| 02      | Porsche          | 169    |
| 03      | Jaguar           | 156    |
| 04      | Andretti-Porsche | 119    |
| 05      | DS               | 115    |
| 06      | McLaren-Nissan   | 85     |
| 07      | Nissan           | 30     |
| 08      | Maserati         | 29     |
| 09      | NIO              | 28     |
| 10      | Mahindra         | 27     |